# Баршт Абрек Аркадійович
Баршт Абрек Аркадійович (нар. 2 грудня 1919 — 21 березня 2006) — радянський військовий льотчик, Герой Радянського Союзу (1945).

## Життєпис
Народився 2 грудня 1919 року у селі Стара Збур'ївка Голопристанського району Херсонської області у родині військовослужбовців. За національністю — єврей.
В 1934 році переїхав з батьками до Владивостоку. Закінчив середню школу у Владивостоці. Навчання в школі з 1937 року сполучав із заняттями в аероклубі, що закінчив восени 1938 року.
У Червоній Армії з 1938 року. У тому ж році вступив до Читинської літньої школи пілотів. Пізніше вона була переведена в Батайськ. У 1940 році закінчив Батайську військову авіаційну школу льотчиків, одержав звання молодшого лейтенанта. Надалі служив у Бійську як льотчик-інструктор.
На початку війни був направлений у запасний авіаполк для перепідготовки льотчиків на нові літаки. Неодноразово подавав рапорти про відправлення в діючу армію.
У квітні 1942 року прибув на фронт під Ржев в 179-й винищувальний авіаційний полк, що літав спочатку на «Харрикейнах», а потім — на «Яках». Перші бойові вильоти зробив у квітні 1942 року.
Став командиром ланки, потім ескадрильї. Із травня 1942 року до кінця війни ескадрілья А. А. Баршта зробила близько 1500 бойових вильотів.
Сам А. А. Баршт зробив до моменту подання його до звання Героя Радянського Союзу 365, а до кінця війни — 369 бойових вильотів, з них 28 — на коректування артилерійського вогню, на візуальну розвідку — 29, на супровід фоторозвідників — 78. За його даними було знищено понад 50 ворожих танків, понад 15 артилерійських батарей, багато живої сили супротивника. Збив 4 літаки супротивника. У повітряних боях він був двічі поранений.
Після війни продовжував службу у військово-повітряних силах. В 1949 році закінчив Військово-повітряну академію. Служив у Прикарпатському військовому окрузі, у Китайській Народній Республіці як командир 282-го винищувального авіаційного полку (з червня 1953 до кінця 1954 року), командував винищувальним авіаполком у складі Морської авіації Тихоокеанського флоту, служив начальником відділу бойової підготовки винищувальної дивізії на Сахаліні. Надалі служив старшим інспектором авіації в армії у Санкт-Петербурзі.
З 1965 року полковник А. А. Баршт вийшов у відставку та мешкав у Санкт-Петербурзі. Працював начальником Цивільної оборони великого ленінградського заводу, начальником навчально-льотної бази Російського державного гідрометеорологічного університету, очолював планерний клуб. Був віце-президентом Північно-Західного регіонального управління Федерації аматорів авіації Росії, керівником Північно-Західного відділення всеросійського фонду «Перемога-1945».
Помер 21 березня 2006 року. Похований на Никольському цвинтарі Олекандро-Невської лаври у Санкт-Петербурзі.

## Нагороди
- Указом Президії Верховної Ради СРСР від 10 квітня 1945 року за успішне виконання відповідальних бойових завдань, виявлені при цьому особисту мужність і героїзм, майорові Баршту Абрекові Аркадійовичу присвоєне звання Героя Радянського Союзу із врученням ордена Леніна й медалі «Золота Зірка» (№ 5997).
- орден Леніна (10.04.1945)
- два ордена Червоного Прапора (13.09.1943; 29.04.1957)
- орден Вітчизняної війни 1-го (11.03.1985) і 2-го (15.08.1944) ступеня
- два ордена Червоної Зірки (23.07.1942; 30.04.1954).